# 尚語賢
尚語賢 （シャン・ユーシエン、1994年7月28日-）は中国の女優である。四川省生まれ、北京電影学院卒業。

## 来歴
幼稚園の頃にフォークダンスと歌を、7歳になるとピアノを学び始めた。四川省綿陽市の南山中学に通い、ストリートダンスを学び、空き時間を利用してさまざまな講習会に参加したり、各種大会や学校公演に参加したりした。2012年2月、北京電影学院の演技試験を受験。中国全土から8000人以上が受験する演技試験に合格、演技部門で全国23位を獲得した。
2014年、映画『ロクさん』にて俳優デビューを果たす。2015年、ジャッキー・チェン主演の中国・インド共同制作アクション映画『カンフー・ヨガ』に出演。2018年、『唐人街探偵 NEW YORK MISSION』に香港出身のハッカー探偵KIKO役で出演し、知名度を一気に高める。2020年に公開されたシリーズ続編の『唐人街探偵 東京MISSION』にも、KIKO役として継続出演している。

## 出演

### 映画
| 制作年 | タイトル                        | 役名     |
| ------ | ------------------------------- | -------- |
| 2015年 | 『ロクさん』                    | 小太妹   |
| 2017年 | 『カンフー・ヨガ』              | サーシー |
| 2018年 | 『唐人街探偵 NEW YORK MISSION』 | KIKO     |
| 2021年 | 『唐人街探偵 東京MISSION』      | KIKO     |
| 2021年 | 『我是監護人』                  | 石路     |
| 2021年 | 『穿過寒冬擁抱你』              |          |

### Webドラマ
| 制作年 | タイトル                            | 役名   |
| ------ | ----------------------------------- | ------ |
| 2018年 | 『遠大前程』                        | 段香雲 |
| 2019年 | 『逃亡料理人ワタナベ』              | 一琳   |
| 2020年 | 『唐人街探偵-DETECTIVE CHINATOWN-』 | KIKO   |
| 2021年 | 『贅婿〜ムコ殿は天才策士〜』        | 陸紅提 |